# Bulbophyllum comptonii
Bulbophyllum comptonii är en orkidéart som beskrevs av Alfred Barton Rendle. Bulbophyllum comptonii ingår i släktet Bulbophyllum och familjen orkidéer.
Artens utbredningsområde är Nya Kaledonien. Inga underarter finns listade i Catalogue of Life.